# Pseudopallene collaris
Pseudopallene collaris är en havsspindelart som beskrevs av Turpaeva, E.P. 2002. Pseudopallene collaris ingår i släktet Pseudopallene och familjen Callipallenidae. Inga underarter finns listade i Catalogue of Life.